# Wolter I van Hoensbroeck

Familiewapen Van Hoensbroeck

Wolter I van Hoensbroeck was de 7e heer van Hoensbroeck (1515-1576). Hij was de zoon van Herman IV Hoen en Maria van Dave (ook wel Davre) vrouwe van Linsmeel.
Wolter volgde in 1543 zijn vader als heer van Hoensbroeck op. Hij trouwde met Mechteld Huyn van Amstenrade (ca. 1510-na 1556). Zij was de oudste dochter van zijn vaders eerste vrouw Mechtild van Cortenbach (ca. 1480-?) en haar tweede echtgenoot Johan Werner (Jan) van Huyn heer van Holtmuhlen en Amstenrade (1476-1556).
Het was ziekelijk en het huwelijk bleef kinderloos. Reden waarom de heerlijkheid al in 1563 overging naar zijn broer Godart Hoen die de 8e heer van Hoensbroeck werd .